# Hospital de la Herrada

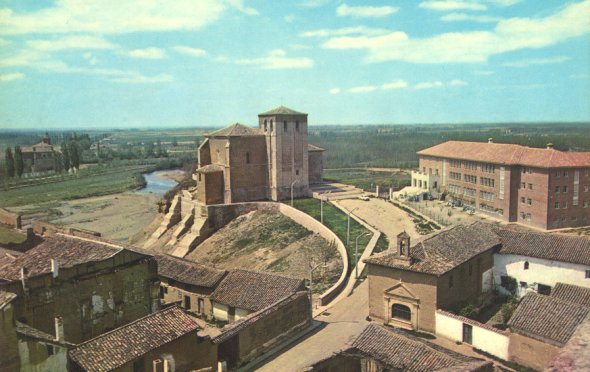
Vista de Carrión de los Condes

El Hospital de la Herrada (u Hospital de Santa María de la Herrada), establecimiento de asistencia a los peregrinos jacobeos y otros viajeros en el Camino francés a Santiago de Compostela, fue fundado en la localidad de Carrión de los Condes (Palencia, España) en 1209 por Gonzalo Rodríguez Girón,  un magnate palentino que llegó a ser mayordomo del rey.

## Historia
Aunque no fue el primero de los que se fundaron en la villa carrionesa, este establecimiento llegó a ser el más importante. Este hospital, «donde se prestaba asistencia a estudiantes pobres», se denominó primero «Hospital de don Gonzalo Ruiz» en honor de su fundador. Años después recibía el nombre de "de la Herrada" porque en su puerta había una herrada o cubo con agua aunque otra interpretación atribuye el nombre a la forma de arco de herradura de la puerta principal. El hospital atendía peregrinos jacobeos y otros viajeros.  
En 1211, tres años después de su fundación, Gonzalo Rodríguez Girón hizo una dotación al obispo Tello Téllez y su cabildo, con sus heredades y pertenencias: iglesias de Quintanilla de Onsoña, de Cordovilla, con molinos, huertas, tierras y toda la que tenía en Carrión y en Calzada; con el palacio, montes, tierras y viñas de Villanueva del Rebollar, de Cardeñosa y Revenga; y las de Savariego, Villaturde y Boedo.
Avanzado el siglo XIII, el Hospital concedió fueros de solariegos a Villaturde (1278), Quintanilla de Onsoña (1292) y Vega de Doña Olimpa (1324).
En 1352, según el Becerro de las Behetrías, pertenecía a él Quintanilla de Onsoña, localidad a la que había concedido una carta de fueros en 1292. En 1324, el Hospital concedió una carta foral a 
Vega de Doña Olimpa.
No quedan restos de él actualmente, pero se sabe que se asentó sobre lo que hoy se conoce por «la huerta de la Herrada».

## Comendadores
- Fray Marcos
- Fray Pero González
- Fray Pablos

## Enlaces
- Quintanilla de Onsoña
- Vega de Doña Olimpa

- Datos: Q5908715